# Преисторија Британије
Преисторија Британије обухвата период британске прошлости од првог доласка људи на територију Британије до првих писаних споменика, тј. до римског освајања Британије 43. године.

## Камено доба

### Палеолит
(до 10.000 године п. н. е.)
Човек је насељавао данашњу Британију још од времена када је она била саставни део европског континента. Током стотинама година, док је трајало старије камено доба, човек се морао прилагођавати променама климе. Четири ледена доба смењивала су се са раздобљима умерене или топле климе. Извесно време, Британија је заједно са остатком Европе била прекривена леденим покривачем.
Процењује се да је у време када су Британска острва сачињавала полуострво на крајњем западу Европе, на том простору живело свега две стотине педесет људи. Они су се кретали у стадима од којих је зависила њихова исхрана и користили оруђе од необрађеног камена. Међутим, за време последњег леденог доба они почињу да усавршавају своје оружје.
Палеолитска уметност из тог периода и дан данас привлачи пажњу. Чувени су пећински цртежи из млађег палеолита, као и резбарије на дршкама оруђа. Када је реч о Британији, не може се говорити о велелепним примерцима палеолитске уметности, као што су они који постоје у пећинама Шпаније и Француске. Енглеска палеолитска уметност ограничена је углавном на изрезбарене предмете, а и они су у малом броју примерака.

### Мезолит
(око 10.000 до око 5500 године п. н. е.)
Повлачење леда из северне Европе, па и из Британије, условило је нешто повољније прилике за преисторијског човека, те се број становника почео постепено повећавати. По много чему је, ипак, још увек трајало негдашње стање из палеолита, док су се појаве које ће бити карактеристичне за неолит тек понегде усталиле. Због тога се овај период у преисторији назива мезолитом − млађе камено доба.
Сматра се да се између 6500. и 6200. године п. н. е. британско копно одвојило од Европског континента. То је условило промену климе из континенталне климе у климу каква је данас: влажна и блага. Обиље падавина утицало је на промену биљног покривача, те су зимзелене шуме уступиле место влажним храстовим шумама, а мочварни предели у речним долинама проширили су се на велике просторе. Југоисточни део Британије био је покривен горостасним шумама и мочварама и није био насељен.
Археолози су закључили да се мезолитска Британија може поделити на више племенских подручја. Но, у основи, њихов начин живота био је веома сличан - тегобан али пун промене. Они се нису стално задржавали на једном месту нити су имали стална занимања. Подела послова зависила је од снаге појединца, односно од пола и старости. Између мушкарца и жене није било утврђеног старешинства. Положај појединца у групи зависио је од његових способности, а никако од наслеђених права или од пола. Било је група у којима је предводник била жена или је жена била на положају врача. Унутрашња братства постепено су изградила мроалне норме понашања. Но, те норме нису важиле за људе који нису чланови братства. Напротив, било је похвално нанети зло туђинцу, преотети му улов, натерати га у бекство, чак и убити.
Током више хиљада година мезолита, човек је усавршио и говор. Измишљена су божанства, поштован је култ мртвих. Захваљујући томе, археолози налазе очуване предмете мезолитског периода у праисторијским гробовима.

### Неолит
(око 4000. до око 2000. године п. н. е.)
Пре него што је култура неолита доспела у Британију, она је цвала у плодним пределима Азије, Африке и Европе. Па и када се појавила на Британским острвима, неолитска култура није била потпуна (нема доказа да су знали за ткачку вештину).
Пошто на Британским острвима не постоје плодне алувијалне долине, као у Месопотамији или у Египту, живот првих земљорадника се одвијао у много скромнијим облицима него у оним колевкама цивилизације старог света. Неолитска Британија прима неколико таласа миграције са Иберијског полуострва и са ушћа Рајне. Досељеници су прелазили тада много ужи Ламанш и насељавали острво на коме је било врло мало становника. Трагове тих тамнопутих, мирних земљорадника налазимо и данас у етничком типу оних црномањастих долихокефалних Енглеза, за које се погрешно говори да су келтског порекла.
Оруђа неолитског Британца била су секира од глачаног камена, брадва, срп, лук и стрела. Кремен је био на највишој цени због своје тврдоће. Најпознатији праисторијски мајдан ркемена налази се у источној Енглеској, у Грајмсовим пећинама.
Насеља из неолитског времена била су саграђена од тако трошном материјала да су, осим чврстих камених предмета, сви трагови ондашњег живота временом пропали. Изузетно је, на крајњем северозападу Британије нађено село ок камена, које је неколико хиљада година лежало затрпано песком. На мало острво Скара Бре, из групе Оркнијских острва, доспели су неолићани чамцима и населили се.
Неолитски становници Британије су правили посуђе од глине, млели су брашно ручним жрвњем, и вероватно су варили пиво од јечма. Све те послове су обављале жене. Оне су такође шиле одећу и обућу за све укућане. Игла им је била од кости, а конац од ремена. Култ мртвих био је развијен и у Британији, као и у остатку Европе.

## Бронзано доба
(око 2200 до 750 године п. н. е.)
Много пре почетка бронзаног доба у Енглеској, у другим деловима света знало се за обрађивање метала. На Британска острва, то знање донео је један народ који се доселио са европског копна. Археолози су их назвали Бикер Фолк према карактеристичном облику једне њихове посуде. То су била ратоборна племена која су покорила мирољубиве Иберијце и ускоро се са њима стопила. Заслуга овога племена је у томе што су донели знање о топљењу, обради и употреби метала. Дошавши у Британију, већ упознати са употребом бронзе, они су открили да је ова земља богата налазиштима бакра и калаја. Из сељачке масе постепено се издвојио посебан слој људи − ковачи, чији је задатак била обрада метала.
У домаћем животу бронзано оруђе такође је одиграло велику улогу јер је побољшан начин обраде земље, а у рату је бронзано оружје давало премоћ онима који су га користили. Остаци бронзаних храмова нађени су на више места у Енглеској, Шкотској и Ирској, али од свих су најпознатији они подигнути у данашњој покрајни Вилшер која је позната још под називом Весекс. Око 1500. године пре наше ере, Весекс је био средиште једне добро организоване и цватуће цивилизације.

## Стоунхенџ
Из периода неолита и бронзаног доба потиче и најпознатија грађевина преисторијске Британије - Стоунхенџ. Он се налази у југозападној Енглеској, недалеко од града Солсберија. Стоунхенџ говори о великом напору преисторијског човека да се створе дела достојна богова.
Стоунхеџ се састоји од два концентрична круга камених блокова у чијем средишту се налази олтарски камен. У зору најдужег дана у години сунчани зраци падају на тај камен пролазећи између стубова улазних врата. Сматра се да је ово било светилиште бога сунца. Монолити од којих је изграђено светилиште грубо су оклесани и на њима су изведена грађевинска уобличавања (испусти и жлебови). Због сличности са споменицима у древном Микени или на Пелопонезу претпоставља се да је градитељ Стоунхенџа био упознат са цивилизацијом Средоземља. Стоунхенџ је грађен и дограђиван у три фазе.
Градитељи Стоунхенџа су доносили монолите из каменолома у јужном Велсу, удаљеном око 240 mi (390 km), односно близу 400 km. Превоз су обављали сплавовима до најближег места на обали, а одатле су морали товар пребацити копном до градилишта. За то су им служили балвани које су уместо точкова подметали под стену и уз учешће великог броја радника веома споро котрљали по неравном терену.

## Гвоздено доба
(750. година п. н. е. до 43. година н. е.)
Почетком гвозденог доба, јужна Енглеска била је добро насељена. Употреба бронзе била је широко распрострањена, мада не свеопшта. Још увек је био у употреби камени алат јер је он био свима приступачан. Тек је гвожђе истиснуло из употребе камене алатке јер је било јевтиније од бронзе. Иако нје било чвршће од бронзаних алатки, гвоздене алатке биле су далеко приступачније. Са гвозденим секирама, човек је почео крчити шуме на Острву.
За потребе топљења гвоздене руде потребне су пећи у којима се може произвести прилично велика температура. Уз то, ове пећи имају сложени уређај за довод ваздуха, при чему се употребљавају мехови. Све то сведочи о постојању развијеног преисторијског друштва.

## Келти
Први малобројни келтски досељеници прешли су Ламанш око хиљадите године старе ере. Њих су из других делова континента потискивала ратоборна племена. Прво племе освајачких Келта названи су Гали. Касније су наишла племена Бритона која су острву дала име. Последњи су се доселили Белги по којима је Белгија добила свој назив. Приликом римског освајања Британије, Римљанима су највише мука задавали Белги. Покушаји староседеоца да спрече долазак Келта били су безуспешни.
Келти су имали племенско-ратничку друштвену организацију. Друштвена свест превазилазила је породицу и братство те се изједначује са племеном. На челу свих братстава од којих се сачињавало једно племе налазио се поглавар, који је себе често називао краљем. Многи краљеви у то време борили су се око превласти. Покорена племена морала су победнику прилагати дивљач, стоку, рибе, барске птице...
Келти су се истицали и обрадом злата.
Келти су развили многобожачку религију из култа природе. Свештенство Келта називало се друидима. Друиди су имали моралну власт над народом. На челу организације друида налазио се врховни друид. Њега је бирао скуп и он је доживотно обављао своју дужност. За друиде је био карактеристичан и култ имеле. Боговима су приносили животињске, а понекад и људске жртве.
Када су Римљани дошли у Британију, показали су се непријатељски расположени према друидима. Они нису били противници религије већ саме друидске одганизације пошто су друиди подстоцали дух отпора против римског продирања. Због тога су Римљани предузели снажан напад на средиште друида − острво Англесију код велшке обале (59. година). Ипак, успомена на друиде још задуго се чувала у народу, а неки од њихових обичаја су прешли у британски фолклор. Тако и данас постоји обичај да се о Божићу кућа окити имелом.